# Cosentinia
Cosentinia is een monotypisch geslacht van varens uit de lintvarenfamilie (Pteridaceae).
De enige soort, Cosentinia vellea, is een lithofytische varen uit warme, droge en rotsige biotopen van het Middellandse Zeegebied, Macaronesië en Zuidwest-Azië.

## Naamgeving enetymologie
De botanische naam Cosentinia is waarschijnlijk een eerbetoon aan Ferdinando Cosentini (1769–1840), een Siciliaans botanicus.

## Kenmerken
Aangezien Cosentinia een monotypisch geslacht is, wordt het volledig beschreven door zijn enige recente vertegenwoordiger, Cosentinia vellea. Zie aldaar.

## Taxonomieenfylogenie
De taxonomische positie van Cosentinia staat ter discussie. Klassiek wordt het geslacht dicht bij Notholaena en Cheilanthes geplaatst, doch uit recente biosystematische studies blijkt dat Cosentinia zeer dicht verwant is met het geslacht Anogramma uit de onderfamilie Pteridoideae.
Het geslacht is monotypisch, het omvat slechts één soort.

### Soortenlijst
- Cosentinia vellea (Aiton) Tod. (1866)

Cosentinia vellea